# Lamberto Leonardi
Lamberto Leonardi detto Bebo (Roma, 8 agosto 1939 – Roma, 23 febbraio 2021) è stato un allenatore di calcio e calciatore italiano, di ruolo centrocampista o attaccante.

## Carriera

### Giocatore

#### Club
Cresciuto nella Roma, dove gli affibbiarono il soprannome di "Cicala", esordì in serie A con la maglia giallorossa il 7 maggio 1959 contro la SPAL poi venne ceduto al Cosenza in Serie C. Prima di tornare a Roma, giocò due anni in B con Prato e Modena.
In giallorosso giocò ancora per quattro stagioni, dal 1962 al 1966, totalizzando 74 presenze e 5 reti.
Nel 1966 si trasferì a Varese e con i biancorossi ottenne la promozione in serie A, facendo coppia in attacco con il giovanissimo Pietro Anastasi e mettendo a segno 11 reti in 33 partite. Con la squadra del commendator Giovanni Borghi, nella quale, nel frattempo, era arrivato il libero Armando Picchi dall'Inter, giocherà nella massima serie ancora due stagioni, segnando 9 volte in 53 partite.

Leonardi al Varese nel 1966

Nella stagione 1969-70 passò alla Juventus dove ritrovò l'amico Anastasi. Dopo un avvio disastroso ed il conseguente allontanamento dell'allenatore argentino Carniglia, sotto la guida di Ercole Rabitti i bianconeri rimontarono posizioni su posizioni fino a contendere sino alla fine lo scudetto al Cagliari di Gigi Riva. In campionato Leonardi scese in campo 28 volte mettendo a segno 5 reti, mentre in coppa delle Fiere realizzò 2 gol in 4 partite, ma i bianconeri furono eliminati già al secondo turno dall'Hertha Berlino.
Per la Juventus la stagione successiva fu quella del grande ringiovanimento: tornano dal prestito Causio e Bettega, arrivano da Roma Capello, Spinosi e Landini ed il trentenne Leonardi, insieme a Leoncini, venne ceduto all'Atalanta in serie B.
Ottenuta subito la promozione in A, nel 1971-72 contribuì con 2 gol alla salvezza degli orobici prima di chiudere la carriera da professionista con il Mantova in Serie B. Decise poi di disputare un'ultima stagione in serie D a Benevento dando una grossa mano per la promozione in serie C.
Da calciatore professionista in campionato, nell'arco di 16 anni compresi tra il 1957 ed il 1973, collezionò 315 presenze e 40 reti.

#### Nazionale
Nel 1963 contro la Tunisia esordì nella nazionale giovanile, con cui giocò 4 partite.

### Allenatore
Iniziò all'Ischia Isolaverde nel 1974, svolgendo il doppio ruolo di allenatore e giocatore, con un terzo posto in Serie D. L'anno seguente passò alla Paganese dove conquistò la promozione in Serie C2 con una cavalcata in solitaria. Leonardi lasciò comunque la squadra per prendere il Latina sempre in Serie D, ottenendo un'altra promozione grazie al primo posto in graduatoria di fine stagione. 
Concluse il primo campionato di Serie C al quinto posto, posizione che gli permise di essere inserito nella Serie C1 della stagione successiva, al termine della quale arrivò la prima retrocessione. La stagione 1979-1980 venne dedicata allo studio con il Supercorso di Coverciano, sebbene all'inizio accettò comunque di allenare il Benevento, salvo poi lasciare la panchina dopo la prima giornata di campionato. Nella stagione 1980-1981 allenò la Salernitana, ottenendo un dodicesimo posto in Serie C1. Nel 1981 guidò per la prima volta la Nocerina, giungendo al terzo posto in Serie C1 e tornò alla guida dei molossi nella stagione 1993-1994 del CND, conquistando il secondo posto.nel 1992-93 allena in eccellenza laziale la VJS Velletri con cui vinse la fase regionale della Coppa Italia Dilettanti contro il Palestrina nella cornice dello stadio Flaminio di Roma con 5000 tifosi al seguito pervenuti dalla cittadina dei Castelli Romani. Nello stesso anno arrivò secondo in campionato sfiorando la promozione in Serie D, in quella formazione spiccavano calciatori del calibro di Marco Saltarelli, Morgagni, D'Auria, Di Lazzaro, Busini e Massimo Caprari. 
Arrivò nel 1982 la prima chance in Serie B con il Foggia, ma l'esperienza culminò con il primo esonero della sua carriera. Dal 1983 al 1985 allenò il Francavilla dove, nella stagione 1983-1984, ottenne un terzo posto in Serie C1. 
Le soddisfazioni maggiori se le tolse con la Sassari Torres, con la quale conquistò nel 1987 una promozione in Serie C1, in una squadra ispirata dalla fantasia e dall'estro di un giovanissimo Gianfranco Zola. Con la stessa Torres conquistò un'altra promozione in Serie C1 nella stagione 1999-2000 con Stefano Udassi e Theofilos Karasavvidīs come coppia d'attacco della vincente formazione rossoblù. La stagione successiva i sardi, sempre guidati da Leonardi sfiorarono la partecipazione ai playoff per la Serie B, playoff che sfumarono in seguito ad una sconfitta per 2 a 1 contro l'Ascoli, in una sorta di scontro diretto previsto per la penultima giornata di quella stagione. Non confermato per la stagione seguente , dopo un anno al Giugliano, tornò in Sardegna per l'annata 2002-2003, pero' Il 7 ottobre 2002 la società Sassari Torres comunicò il suo esonero. Nel dicembre del 2008 viene chiamato in panchina dal La Palma Alghero, formazione militante in Eccellenza Sardegna con cui retrocede in Promozione alla fine del campionato. Da segnalare durante la lunga carriera da allenatore di Leonardi anche un breve intermezzo sulla panchina del Sant'Anastasia nell'Eccellenza Campana dal Gennaio 1997, squadra che condusse per la prima volta in Serie D.
Negli anni della Torres aveva come piccola superstizione quella di indossare per tutto il campionato lo stesso maglione blu pesante sia in inverno che in estate, espediente che evidentemente portava bene visto che con i rossoblù ha vinto 2 campionati.
È morto il 22 febbraio 2021, a 81 anni, a causa dell'aggravarsi delle condizioni a seguito di una caduta.

## Palmarès

### Giocatore

#### Club
- Coppa Italia: 1

Roma: 1963-1964

#### Nazionale
- Giochi del Mediterraneo: 1

Napoli 1963

### Allenatore

#### Club

##### Competizioni internazionali
- Coppa Anglo-Italiana: 1

Francavilla: 1984

##### Competizioni nazionali
- Campionato italiano Serie D: 2

Paganese: 1975-1976 (girone G)
Latina: 1976-1977 (girone F)
- Campionato italiano Serie C2: 2

Torres: 1986-1987 (girone A), 1999-2000 (girone B)

##### Competizioni regionali
- Eccellenza: 1

Sant'Anastasia: 1996-1997 (girone A)